# Diaphorocetus
Genre
Espèce
Synonymes
- Mesocetus poucheti Moreno, 1892
- Paracetus poucheti Lydekker, 1894
- Hypocetus poucheti Lydekker, 1894

Diaphorocetus est un genre éteint de mammifères marins de la super-famille des Physeteroidea. Une seule espèce est rattachée au genre : Diaphorocetus poucheti. Elle date du Miocène et a été trouvée en Argentine vers Puerto Madryn. Cette espèce, proche du cachalot fut décrite en 1892 ; la dénomination spécifique commémore Georges Pouchet, ayant travaillé, entre autres, sur les cétacés.

## Taxinomie
Francisco Moreno décrivit le fossile en 1894 sous le protonyme de Mesocetus poucheti, puis Richard Lydekker, en 1894, proposera d'attribuer l'espèce aux genres Paracetus ou Hypocetus, et celle-ci rejoindra définitivement le genre Diaphorocetus poucheti la même année mais selon Florentino Ameghino.
En 1898 Édouard Louis Trouessart déplace le Paracetus mediatlanticus d'Edward Drinker Cope vers le genre Diaphorocetus. Depuis cette espèce a rejoint le genre Aulophyseter.